# 唐·蒙恩
唐纳德·詹姆斯·“唐”·蒙恩（Donald James "Don" Moen；1950年6月29日—），美国創作歌手、牧师及基督教崇拜音乐的创作者。

## 生平
蒙恩於1968年高中畢業。然後他就讀於奧克拉荷馬大學，於1972年獲得音樂學位。蒙恩曾就讀於歐羅羅伯茨大學。

## 事業
他成為特里法律部的現場音響音樂家，並與特里·羅一起旅行了十年。此後，他在Integrity Media工作了20多年，擔任Integrity Music的創意總監和總裁，Integrity Label Group的總裁以及Integrity Music專輯的執行製作人。他於2007年12月離開Integrity Media，開始了一項新計劃，即Don Moen Company。Don Moen公司收購了創建MediaShout的教堂軟件公司MediaComplete。蒙恩於2009年成為Don Moen＆Friends的廣播主持人。蒙恩憑藉其音樂音樂《與我們同在》中的作品獲得了鴿子獎，此外還獲得了9項提名。
蒙恩還曾與克萊爾·克洛寧納（Claire Cloninger），保羅·奧弗斯特特（Paul Overstreet），馬丁·尼斯特羅姆（Martin J.）他與音樂家Justo Almario，Carl Albrecht，Abraham Laboriel，AlexAcuña，Paul Jackson，Jr.，Lenny LeBlanc和Chris Graham合作。和Hillsong United。
他為《Hosanna》製作了11卷！音樂系列崇拜專輯。他於1992年發行了自己的第一張個人專輯《與唐·蒙恩的崇拜》。他的音樂在全球的總銷量超過500萬套。